# Mehmed Esad Efendi (1570-1625)
Mehmed Esad Efendi (Hocasadettinzade Mehmet Esat Efendi) (1570-1625) fou un religiós otomà.
Va ocupar diversos càrrecs religiosos i fou kazasker d'Anadolu i de Rumèlia. Fou nomenat xaikh al-Islam el 2 de juliol de 1615 en el lloc del seu germà gran Mehmed. El 1617 va donar suport a Mustafà I per succeir Ahmet I però finalment va pujar al poder Osman II. El nou sultà li fou hostil; Esad es va negar a publicar una fàtua on aprovava l'execució de Mehmet, germà del sultà Osman; tot i així una filla d'Esad es va casar amb el sultà. Quan es va produir la revolta dels geníssers que va acabar amb l'execució del sultà (20 de maig de 1622) va condemnar en una fàtua els favorits de la cort contra els que s'havien revoltat els geníssers. Llavors va pujar al tron Mustafà I però es va negar a assistir al funeral d'Osman i fou considerat cessat del seu càrrec (maig de 1622). Fou nomenat altre cop l'octubre del 1623 i va morir en el càrrec el 22 de maig de 1625.